# Бетюн-Шаро, Арман де
Герцог Арман де Бетюн-Шаро (фр. Armand de Béthune-Charost; 25 марта 1663 — 23 октября 1747, Париж) — французский государственный и военный деятель.

## Биография
Сын Луи-Армана де Бетюна, герцога де Шаро, и Мари Фуке.
Барон д'Ансени, старинный барон, пэр и президент знати Штатов Бретани.
Первоначально титуловался маркизом де Шаро. 6 мая 1683 поступил запасным лейтенантом в Королевский полк. 22 июля стал лейтенантом. В том же году был при осаде Куртре и бомбардировке Ауденарде. 27 мая 1684 получил роту в том же полку. В кампанию того года служил в армии, прикрывавшей осаду Люксембурга. 18 сентября получил полк Бри, проходивший формирование.
26 марта 1687 в Версале был назначен наследником должностей генерального наместника Пикардии и губернатора Кале. В 1688 году служил в Германской армии Монсеньора, участвовал в осадах и взятии Филиппсбурга, Мангейма и Франкендаля.
19 июля 1690 назначен полковником пехотного полка Вермандуа. В 1691 году участвовал в осаде Монса, в 1692 году в осаде Намюра, битве при Стенкерке и бомбардировке Шарлеруа.
30 марта 1693 произведен в бригадиры, 27 апреля назначен во Фландрскую армию. Сражался при Неервиндене, во время осады Шарлеруа был ранен в голову.
10 марта 1694, после смерти своего тестя маркиза де Боля, стал губернатором Дуллана. Продолжал службу о Фландрской армии Монсеньора и маршала Люксембурга. В 1695 году был при бомбардировке Брюсселя маршалом Вильруа. 29 ноября его отец отказался в его пользу от титулов герцога и пэра.
3 января 1696 произведен в лагерные маршалы. Отставлен от командования полком. Во Фландрской армии в июне командовал пехотой последней линии, в июле привел графу де Ламот-Уданкуру значительный отряд, что вынудило отойти противника, намеревавшегося осадить Фюрн. В 1697 году также служил во Фландрской армии.
16 января 1698 был принят Парламентом в качестве пэра Франции.
С началом войны за Испанское наследство 30 июня 1701 определен во Фландрскую армию маршала Буфлера, 21 апреля 1702 в ту же армию герцога Бургундского. нес вклад в разгром голландцев у Нимвегена, участвовал в канонаде у Пера. 23 декабря произведен в генерал-лейтенанты.
В 1703—1704 годах служил во Фландрской армии маршала Вильруа, в 1705 году в Рейнской армии маршала Марсена, в 1706 году в Мозельской армии того же командующего, что стало его последней кампанией.
В марте 1709 оказался от поста губернатора Дуллана в пользу своего сына. 21 октября 1711, после смерти маршала Буфлера, получил роту королевской гвардии (позднейшую роту Бово).
21 июня 1712, после отставки отца, назначен в Версале губернатором Кале, которое должно было перейти к нему по наследству. 8 августа принес присягу. 13 августа 1722 назначен воспитателем особы короля, после отставки маршала Вильруа, и на следующий день принес присягу.
22 марта 1724 отказался от герцогства в пользу сына, сохранив положенные герцогу почести. 3 июня пожалован в рыцари орденов короля.
23 июля 1730 года, после смерти маршала Вильруа, стал шефом Совета финансов. 1 апреля 1745 вышел в отставку, и король назначил на освободившийся пост его сына.

## Семья
1-я жена (2.11.1681): Луиза-Мари-Тереза де Мелён (09.1666—31.10.1683), дочь Александра-Гийома де Мелёна, принца д'Эпинуа, и Луизы-Анны де Бетюн. Приходилась мужу двоюродной сестрой
Дети:
- Луи-Жозеф (15.07.1681—11.09.1709), маркиз де Шаро. Жена (18.12.1704): Мари Брюлар (ок. 1684 — 11.09.1763), дочь Никола Брюлара, маркиза де Лаборд, и Мари Ле-Бутийе де Шавиньи
- герцог Поль-Франсуа (7.08.1682—11.02.1759). Жена (13.04.1709): Жюли-Кристин-Режин-Жорж д'Антрег (ум. 24.08.1737), дочь Пьера-Жоржа д'Антрега

2-я жена (27.03.1692): Катрин де Ламет (1662—12.11.1713), дочь Огюстена Ламета, барона де Ла-Кёю-ан-Бри, маркиза де Боль и де Блан-Фоссе, губернатора Дуллана, и Мадлен Жилор
Сын:
- Мишель-Франсуа (29.10.1695—27.07.1717), граф де Шаро, полковник полка своего имени